# Phasia girschneri
Phasia girschneri là một loài ruồi trong họ Tachinidae.